# Kordež
Kordež je priimek v Sloveniji.

## Znani nosilci priimka
- Angela Kordež (1926 - ?; pred 2015), smučarska tekačica
- Bine Kordež (*1956), ekonomist in poslovnež (menedžer)
- Denis Kordež (*1987), zdravstveni menedžer, državni sektretar
- Gašper Kordež, smučarski tekač (=? amaterski slikar)?
- Ivan Kordež (1893 - 1979), igralec (kmet), pisec spominov
- Jože Kordež (*1937), optik, steklopihalec
- Klemen Kordež (*1985), pisatelj
- Matej Kordež (*1989), športni del.: smučaski tek, biatlon (gozdar)?
- Matevž Kordež (1919 - 1992), smučarski tekač
- Milena Kordež (*1953), smučarska tekačica
- Miran Kordež (*1961), slikar, grafik
- Robert Kordež, gorski kolesar
- Zvonko Kordež (*1986), smučarski skakalec